# Hôtel Donegana
L'hôtel Donegana (en anglais, Donegana's Hotel), anciennement connu sous le nom de maison Bingham (en anglais, Bingham House), se trouvait à l'angle nord-ouest de la rue Notre-Dame et de la rue Bonsecours, à un pâté de maisons du marché Bonsecours, dans le quartier du Vieux-Montréal de Montréal, au Québec, au Canada.
La maison Bingham a servi de résidence vice-royale aux gouverneurs généraux du Canada de 1837 à 1843. De 1843 à 1846, elle a brièvement abrité le High School of Montreal, avant que l'école ne construise ses propres locaux.
Le bâtiment a ensuite été acheté par Jean-Marie Donegana, qui l'a agrandi pour en faire le plus grand hôtel des colonies britanniques. L'hôtel devint célèbre en Europe et en Amérique du Nord, où sa réputation égalait, voire surpassait, celle de l'Astor House (en) de New York.
Le Donegana's a été incendié lors des émeutes de Montréal de 1849. Un nouvel hôtel portant le même nom a été construit sur le site et a prospéré jusque dans les années 1870.
En 1880, le second hôtel est devenu le site de l'hôpital Notre-Dame jusqu'en 1924.

## Histoire

### Les premières années - la maison Bingham
Construite à l'origine comme une résidence privée, la maison Bingham a été commencée en 1821 pour le millionnaire américain William Bingham (1800-1852), fils unique du financier et sénateur américain William Bingham, en vue de son mariage l'année suivante avec Marie-Charlotte Chartier de Lotbinière (1805-1866), fille et cohéritière de Michel-Eustache-Gaspard-Alain Chartier de Lotbinière, 2e marquis de Lotbinière. La maison Bingham est devenue un centre pour la société mondaine vivant et visitant Montréal.
En 1834, les Binghams quittent Montréal pour Paris et louent leur maison à John Colborne (Lord Seaton). En 1837, Lord Durham, nouvellement nommé Gouverneur général du Canada, prend la maison en location, ayant choisi l'imposant manoir plutôt que le château Ramezay délabré pour sa résidence officielle. Durham exige que la maison soit meublée dans un style supérieur et aucune dépense n'est épargnée pour répondre à ses exigences. Les gouverneurs généraux du Canada Lord Sydenham et Sir Charles Bagot conservent la maison comme résidence officielle jusqu'en 1843, date à laquelle elle est vendue par les Binghams qui ont alors établi leur résidence permanente en Angleterre à Broome Park (en), dans le Kent.
En septembre 1843, la maison devient le premier domicile des élèves nouvellement inscrits à la High School of Montreal, qui sont au nombre de 167 à la fin de la session. À la fin de la première année scolaire, la cérémonie de clôture, présidée par l'honorable Peter McGill et au cours de laquelle Lord Metcalfe remet les prix, a lieu dans la grande salle qui était auparavant la salle de bal des Binghams. En 1845, l'école déménage dans un édifice qu'elle vient de construire sur la rue Belmont.

### L'hôtel Donegana

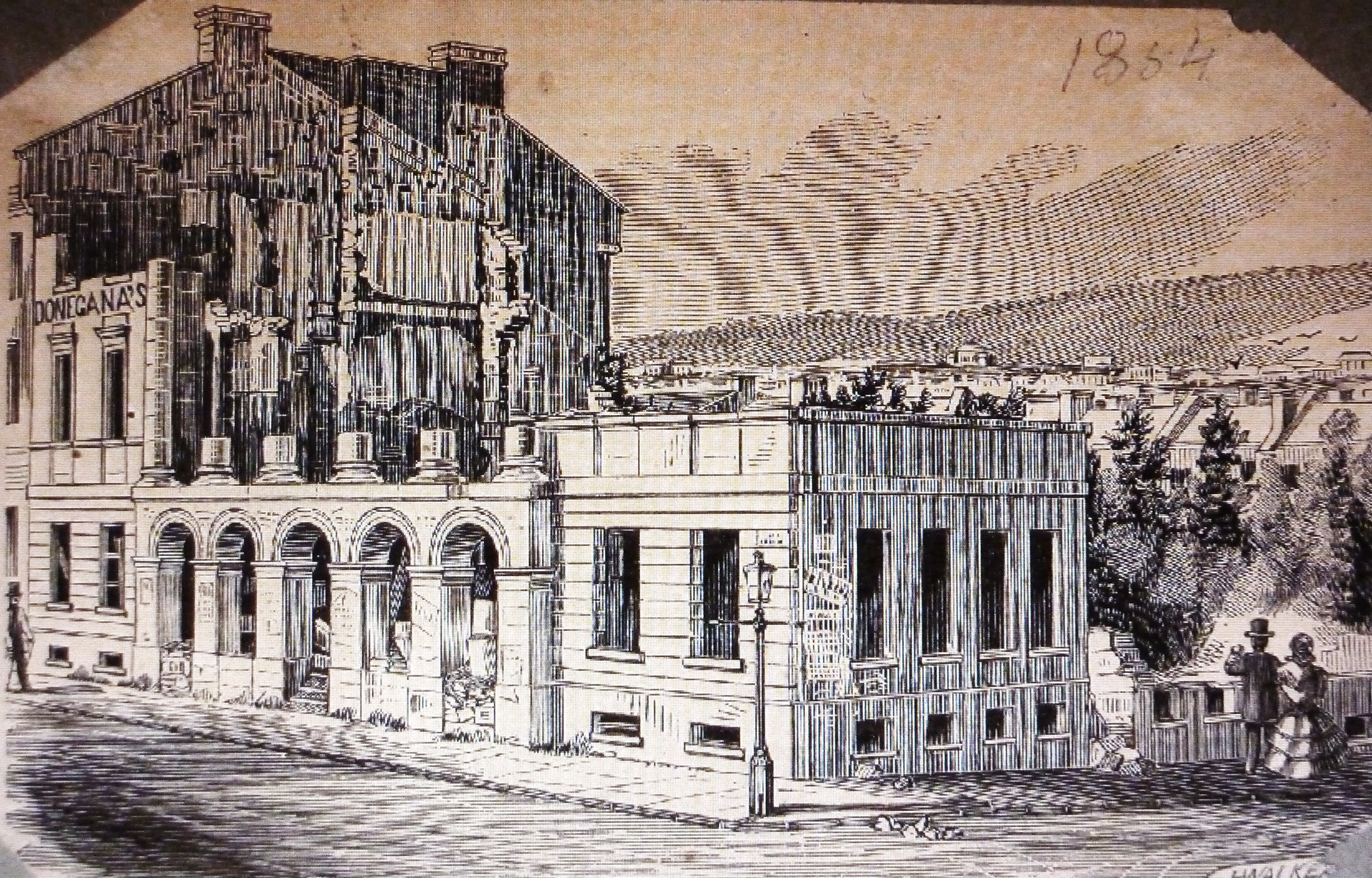
Avant la reconstruction, vers 1854

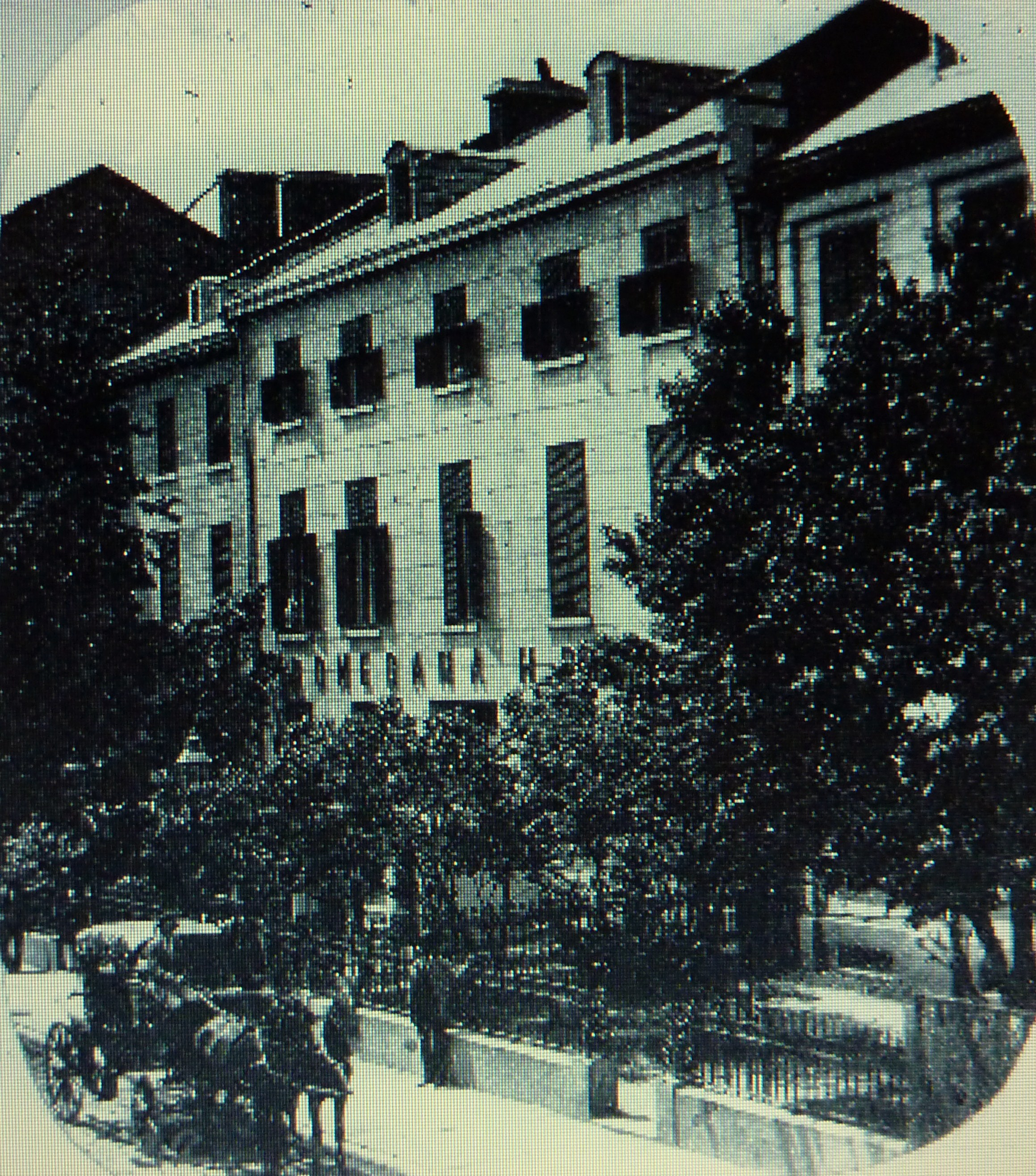
Reconstruit des années 1860s

En 1845, la maison a été achetée par l'hôtelier Jean-Marie Donegana, le directeur général déjà bien connu de l'hôtel Rasco à Montréal. La façade du bâtiment original a été conservée, mais des ajouts importants ont été faits à l'arrière du bâtiment. Le Donegana's s'étendait jusqu'au Champ de Mars et était à son époque le plus grand hôtel des colonies britanniques,. Tout le luxe imaginable y était disponible, incluant des bains chauds et froids à toute heure de la journée. L'éclairage au gaz qui illuminait l'hôtel donnait « un effet merveilleux aux riches décorations en marbre » dans les halls. Chacun des 150 appartements avait sa propre salle de bain. La salle à manger mesurait 100 pieds sur 218 et la galerie entourant la coupole qui s'élevait au-dessus du bâtiment offrait une vue dominante de 360 degrés sur la ville.
Bien que Montréal soit encore une ville relativement petite de quelque 40 000 habitants en 1845, John Jeremiah Bigsby avait noté 25 ans auparavant que ses auberges étaient « aussi remarquables pour leur extérieur somptueux » que pour leur « excellent hébergement à l'intérieur » ; il avait mentionné que Montréal était « une ville émouvante et opulente... dotée de tous les luxes et de tous les conforts de la haute civilisation ». 
Le Donegana's ne décevait pas, on disait qu'il était au même niveau ou supérieur à l'Astor House (en) de New York et qu'il était aussi bon qu'un grand nombre d'hôtels de Londres. Un officier de l'armée britannique en visite à Montréal l'a décrit comme « un établissement magnifique », trouvant le mobilier égal à sa splendide architecture : « Tout était conduit dans cet hôtel dans le premier style : le mobilier était superbe, ainsi que le service. Tous les serveurs français, des plus admirables, tandis que la cuisine était du caractère le plus recherché ».
Le Donegana's a été incendié lors des émeutes de Montréal de 1849.
Le site a été vendu en 1850 et un hôtel reconstruit par une entreprise américaine en tant que nouvel hôtel Donegana. L'hôtel a prospéré jusque dans les années 1870 sous la direction de l'hôtelier Daniel Gale. Gale en faisait la promotion dans les journaux new-yorkais comme un hôtel de Montréal égalant les meilleurs hôtels américains,.
L'agent confédéré et marchand de vin P. C. Martin y a vécu vers 1863. Après la Guerre de Sécession, la famille de l'ex-président des états confédérés Jefferson Davis a séjourné au Donegana pendant son séjour à Montréal.

### La première maison de l'hôpital Notre-Dame
En 1880, l'hôtel est devenu la première maison de l'hôpital Notre-Dame. L'hôpital pouvait y accueillir une cinquantaine de patients. En 1900, l'hôtel était devenu trop petit pour les besoins grandissants de l'institution. Il faudra tout de même attendre en 1924 avant que l'hôpital déménage au nord, sur la rue Sherbrooke, où il se trouve encore aujourd'hui.